# مسجد بيت الرحمن الكبير
مسجد بيت الرحمن الكبير (بالاندونيسية: Masjid Raya Baiturrahman) هو مسجد يقع في وسط مدينة باندا آتشيه في إقليم آتشيه بإندونيسيا، مسجد بيت الرحمن الكبير هو رمز ديني وثقافي وروحي وهو أيضا رمز للقوة والنضال والقومية لشعب أتشيه، وقد نجا هذا المسجد من زلزال تسونامي المدمر في عام 2004 .

## التاريخ
عندما هاجمت الإدارة الاستعمارية في جزر الهند الشرقية الهولندية أتشيه خلال الحملة الأولى في العاشر من شهر نيسان عام 1873، هوجم سكان اتشيه في مسجد بيت الرحمن الكبير عن طريق اطلاق النار على السقف المبني من القش مما أدى لاشتعال المسجد بالنار، ثم عاد فريق من السكان المحليين وبنو المسجد وانشؤا مكان دافئ للسكان، في عام 1879 قام الهولنديين بإعادة بناء المسجد كهدية للسكان ولتقليل غضب سكان اتشيه، وفي تاريخ السابع والعشرين من شهر كانون الأول عام 1881 تبرع الهولنديين للمسجد في اتشيه، في هذا الوقت كانت سلطنة اتشيه لا تزال تحت حكم السلطان محمد داود شاه يوهان بيردولات، كان الناس من الوجع والألم الذي عانياه من المحتل في البداية الأمر لم يكنوا متحمسين حول المسجد الذي بناه الكفار الهولنديين، واليوم الشعب في اتشيه فخورون جدا بالمسجد الكبير الخاصة بهم، والمسجد كمكان تاريخي لها قيمة فنية عالية، وأصبخ واحد من أجمل المساجد في إندونيسيا الذي يمتلك بنية مذهلة ونحت مثير للاهتمام وساحة كبيرة مع أسلوب إمبراطورية المغول .

## البناء
مسجد بيت الرحمن الكبير هو مسجد سلطنة اتشيه، وقد صمم المسجد من قبل المهندس المعماري الهولندي بروينس، والذي بني من قبل الإدارة الاستعمارية الهولندية بمثابة مصالحة بعد تدمير مسجد السان أثناء الحروب في اتشيه، بدأ بناء المسجد في عام 1879 واكتمل في عام 1881، وكان المسجد الأصلي أصغر ويتألف من قبة واحدة، وبعد سنوات تم تجديد المسجد وتوسيعه من خلال بناء أجنحة إضافية، وقد نجا المسجد من تسونامي ضخم وقع عام 2004 .

## العمارة
تصميم المسجد يجمع بين التأثيرات الأوروبية (الهولندية) الاستعمارية وتأثير العمارة المغولية الإسلامية الهندية، وعليه فإنه لا يوجد أي تأثير لعمارة آتشيه، شيدت في المسجد قباب سوداء اللون فريدة، بنيت من الواح الخشب الصلبة مجتمعة باسم البلاط. والمرمر الداخلي استورد من الصين والنوافذ من بلجيكا أما حجارة البناء فقد استوردت من هولندا، اليوم يعد المسجد معلم شهير من باندا اتشيه وأصبح رمزا للمدينة كاملة، ويمثل أيضا التفرد الثقافي لشعب أتشيه .

## الصور

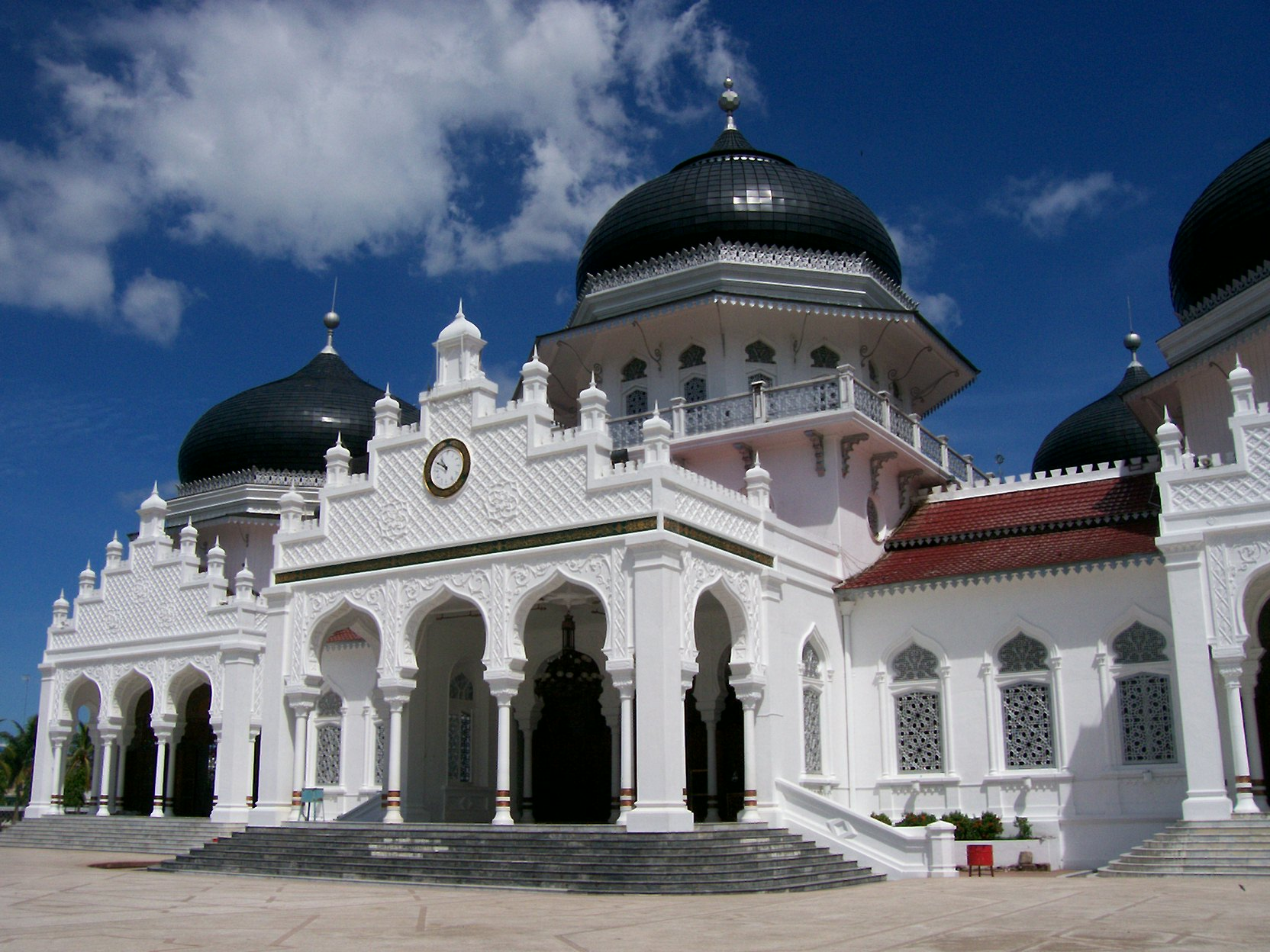
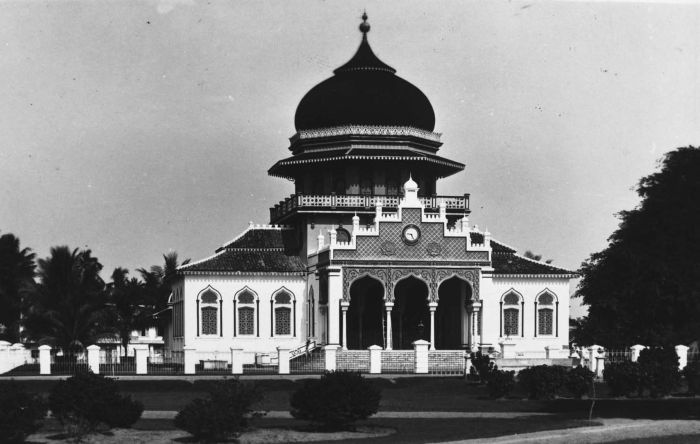
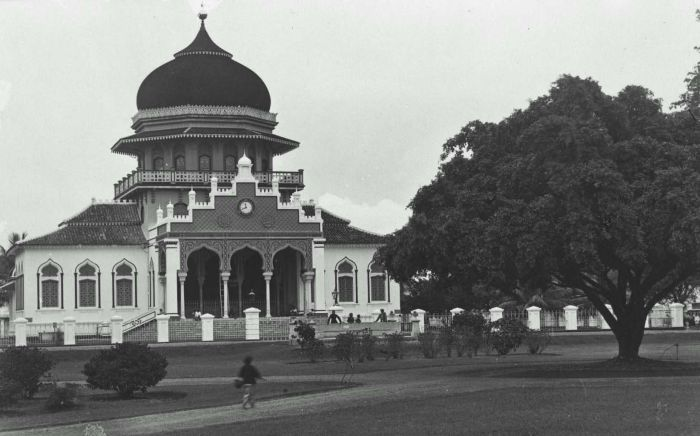
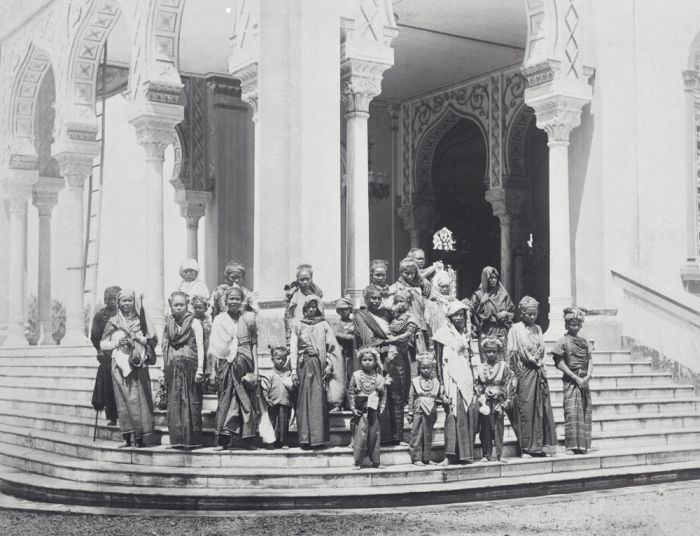